# Liste der Biografien/Ub
Liste der Biografien |
Portal Biografien |
Personensuche
# |
A |
B |
C |
D |
E |
F |
G |
H |
I |
J |
K |
L |
M |
N |
O |
P |
Q |
R |
S |
T |
U |
V |
W |
X |
Y |
Z |
?
 
Ua |
Ub |
Uc |
Ud |
Ue |
Uf |
Ug |
Uh |
Ui |
Uj |
Uk |
Ul |
Um |
Un |
Uo |
Up |
Uq |
Ur |
Us |
Ut |
Uu |
Uv |
Uw |
Ux |
Uy |
Uz
Die Liste der Biografien führt alle Personen auf, die in der deutschsprachigen Wikipedia einen Artikel haben. Dieses ist eine Teilliste mit 136 Einträgen von Personen, deren Namen mit den Buchstaben „Ub“ beginnt.

## Ub

### Uba
- Uba, Reginald (1911–1972), estnischer Mittelstreckenläufer
- Ubac, Raoul (1910–1985), belgischer Maler, Fotograf und Bildhauer
- Ubach i Font, Maria (* 1973), andorranische Diplomatin und Politikerin
- Ubach, Alanna (* 1975), US-amerikanische Schauspielerin und SynchronsprecherinAlanna Ubach (* 1975)

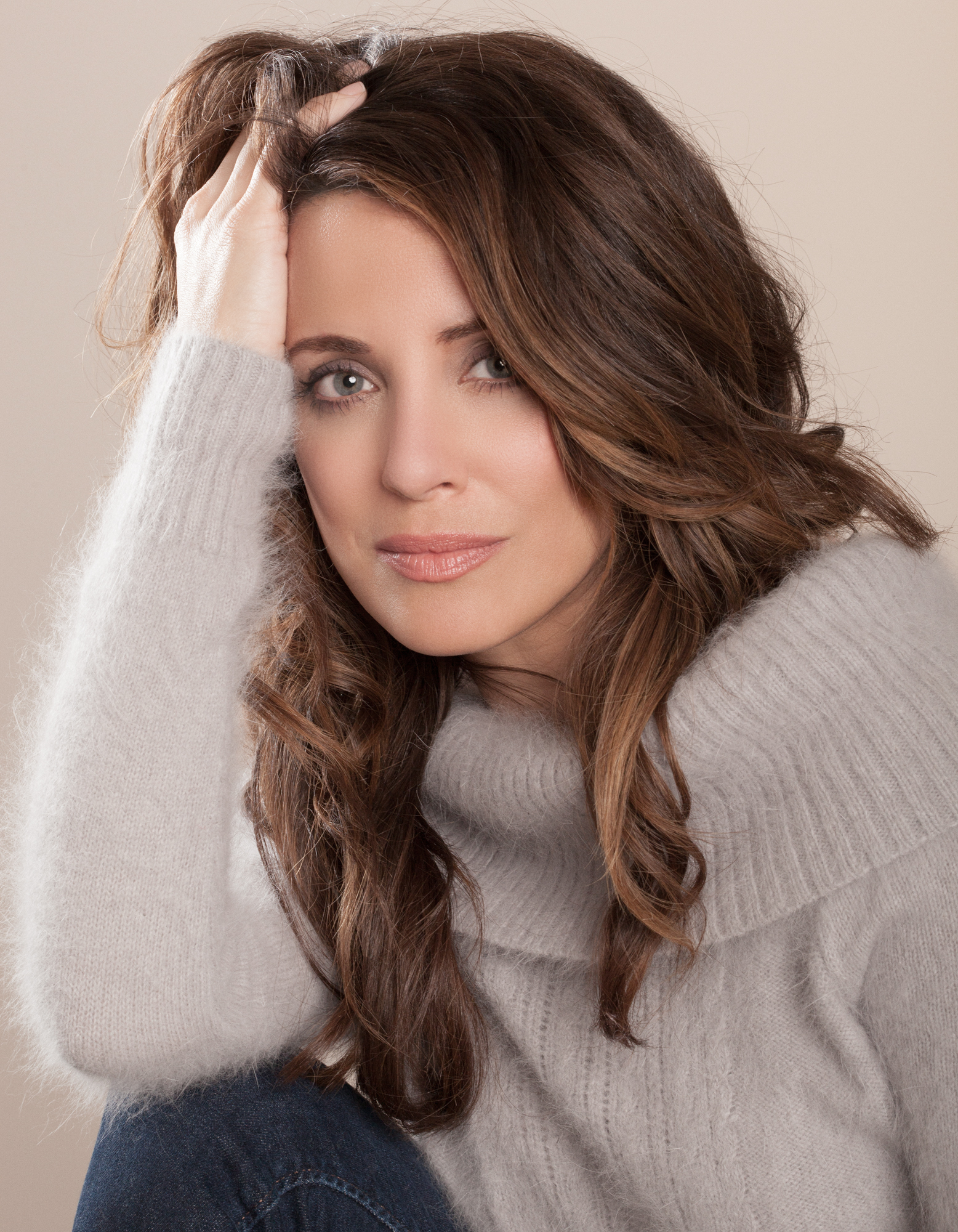
Alanna Ubach (* 1975)

- Ubad, Hamoud, jemenitischer Politiker
- Ubaghs, Georges (1916–2005), belgischer Paläontologe
- Ubaghs, Gerhard Casimir (1800–1875), Philosoph und katholischer Theologe
- Ubago, Álex (* 1981), baskischer Sänger
- Ubah, Rufina (* 1959), nigerianische Sprinterin
- ʿUbaid-i Zākānī (1301–1371), persischer Satiriker
- Ubaidullah (1476–1539), Statthalter von Buchara, Usbekenkhan
- Ubaidullah Sindhi (1872–1944), islamischer Freiheitskämpfer und Islamgelehrter
- Ubaidullojew, Mahmadsaid (* 1952), tadschikischer Politiker
- Ubaiy ibn Kaʿb, islamischer Theologe
- Ubaka, Ayinde (* 1985), US-amerikanischer Basketballspieler
- Ubal, Bastián (* 2002), chilenischer Fußballspieler
- Ubald von Gubbio († 1160), Bischof von Gubbio, Heiliger der römisch-katholischen Kirche
- Ubaldi, Benedetto (1588–1644), italienischer Geistlicher, Bischof von Perugia und Kardinal der Römischen Kirche
- Ubaldi, Martín (* 1969), argentinischer Fußballspieler
- Ubaldini della Carda, Bernardino († 1437), italienischer Adeliger und Condottiere
- Ubaldini, Giovanni d’Azzo († 1390), italienischer Condottiere
- Ubaldini, Ottaviano, Kardinal der Römischen Kirche
- Ubaldini, Petruccio, Kalligraph, Miniator und Gelehrter
- Ubaldini, Roberto (1581–1635), italienischer Bischof und Kardinal der Römischen Kirche
- Ubaldini, Saúl (1936–2006), argentinischer Politiker und Gewerkschaftsführer
- Ubaldo Caccianemici, italienischer Kardinal
- Ubang, Otag, äthiopischer Speerwerfer
- Ubartas, Romas (* 1960), litauischer Leichtathlet
- Ubartum, sumerische Ärztin
- Ubas, Janry (* 1994), philippinischer Zehnkämpfer und Weitspringer
- Ubashi Khan, letzter Khan der Kalmücken an der Wolga
- Ubavić, Gabrijela (* 1981), schweizerisch-serbische Opern- und Konzertsängerin
- Ubavič, Zoran (1965–2015), jugoslawischer bzw. slowenischer Fußballspieler
- Ubayyidi, Abd al-Ati al- (1939–2023), libyscher Politiker, Premierminister von Libyen (1977–1979), Staatsoberhaupt (1979–1981)

### Ubb
- Ubba Ragnarsson († 878), Sohn des legendären nordischen Kriegers Ragnar Lodbrok
- Ubbelohde, August (1833–1898), deutscher Rechtswissenschaftler
- Ubbelohde, Carsten (* 1962), deutscher Politiker (AfD), MdA
- Ubbelohde, Jobst-Hinrich (* 1965), deutscher Verwaltungsjurist und politischer Beamter
- Ubbelohde, Johann G. L. W. (1794–1849), hannoverscher Oberfinanzrat und Volkswirtschaftler
- Ubbelohde, Leo (1877–1964), deutscher Physikochemiker
- Ubbelohde, Otto (1867–1922), deutscher Maler, Radierer und IllustratorOtto Ubbelohde (1867–1922)

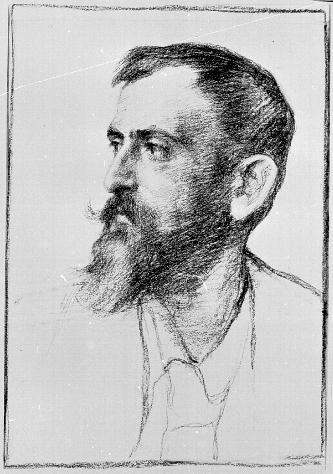
Otto Ubbelohde (1867–1922)

- Ubbelohde, Theodor (1805–1853), deutscher Verwaltungsjurist
- Ubbelohde-Doering, Heinrich (1889–1972), deutscher Altamerikanist
- Ubben, Kerstin (* 1968), deutsche Badmintonspielerin
- Ubbiali, Carlo (1929–2020), italienischer Motorradrennfahrer
- Ubbink, Desley (* 1993), niederländischer Fußballspieler
- Ubbius, Henricus († 1541), ostfriesischer Jurist, Kanzler und Chronist

### Ube
- Úbeda Gramage, Teodoro (1931–2003), spanischer Geistlicher, katholischer Bischof
- Úbeda, Claudio (* 1969), argentinischer Fußballspieler und -trainer
- Übel, Rolf (* 1956), deutscher Geschichtswissenschaftler
- Übelacker, Erich (1899–1977), deutscher Automobilkonstrukteur
- Übelacker, Erich (* 1936), österreichischer Astronom und Autor
- Übelacker, Horst Rudolf (* 1936), deutscher Publizist, Witikobund-Funktionär
- Übelacker, Matthias, deutscher Lehrer und Autor
- Übelbacher, Hieronymus (1674–1740), Propst von Stift Dürnstein, Initiator des barocken Umbaus
- Übeleis, Vinzenz (1889–1967), österreichischer Politiker (SPÖ), Landtagsabgeordneter, Abgeordneter zum Nationalrat
- Übelhack, Friedrich (1907–1979), deutscher Offizier im Generalstabsdienst, Kommandeur des Kommandos Territoriale Verteidigung (1964–1968)
- Übelhör, Alfons (1905–1967), österreichischer Rundfunkmanager und Politiker (ÖVP), Mitglied des Bundesrates
- Übelhör, Max (1881–1963), deutscher Schriftsteller und Journalist
- Übelhör, Monika (* 1940), deutsche Sinologin
- Übelhör, Richard (1901–1977), österreichischer Urologe
- Übelin, Johann Jakob (1793–1873), Schweizer Theologe, Diakon, Chronist, Zeichner, Botaniker und Autor
- Ubell, Hermann (1876–1947), österreichischer Kunsthistoriker, Archäologe und Museumsleiter
- Ubels, Cathy (1928–2015), niederländische Politikerin (ARP, CDA, EVP)
- Uber, Alexander (1783–1824), deutscher Komponist
- Uber, Alwin (1884–1946), deutscher Politiker (NSDAP), MdR, MdL
- Uber, Betty (1906–1983), englische Badminton- und Tennisspielerin
- Uber, Carl Leonard von (1768–1834), württembergischer Landbaumeister, Erbauer des modernen Tuttlingens
- Uber, Christian Benjamin (1746–1812), deutscher Oberamts-Regierungsadvokat in Breslau und Musiker
- Uber, Christian Theophilus (1795–1845), Bildhauer, Vergolder, Maler und Stuckateur
- Uber, Friedrich Christian Hermann (1781–1822), deutscher Komponist und Kreuzkantor
- Uber, Giesbert (1921–2004), deutscher Rechtswissenschaftler
- Uber, Herbert (1885–1969), englischer Badmintonspieler
- Uber, Louis (* 2001), deutscher Telemarker
- Überacker, Georg († 1477), Bischof von Seckau
- Überall, Frank (* 1971), deutscher Politologe, Journalist und AutorFrank Überall (* 1971)

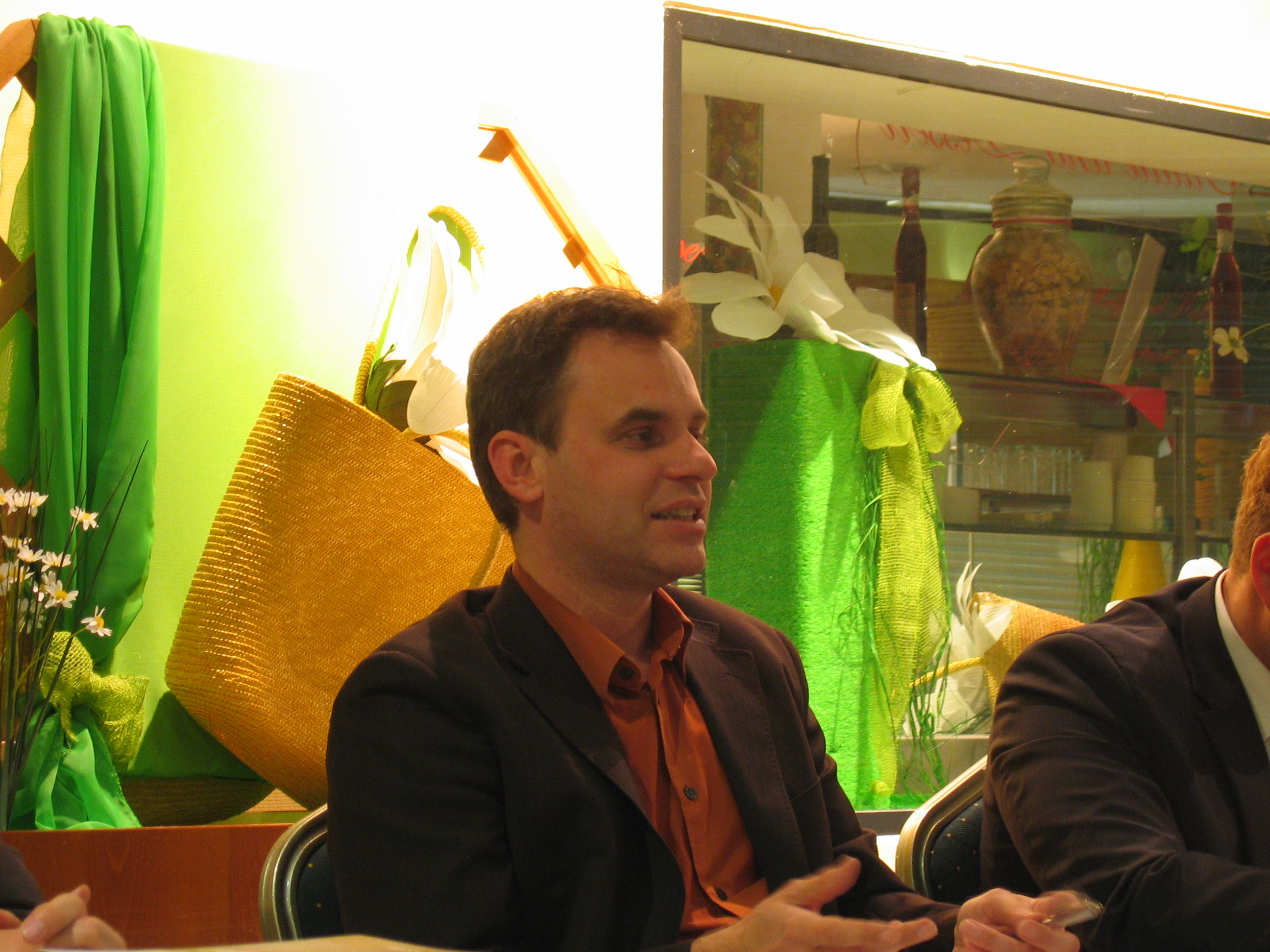
Frank Überall (* 1971)

- Überall, Heinrich (* 1999), deutscher Basketballspieler
- Überall, Jiří (* 1963), tschechischer Eishockeyspieler
- Überall, Josef (1936–2008), deutscher Künstler und Objektkünstler
- Überall, Klaus (1924–2008), deutscher Regisseur und Drehbuchautor
- Überall, Stephanie (* 1959), deutsche Kabarettistin
- Überall, Thomas (* 1959), österreichischer Freestyle-Skier
- Uberalová, Petra (* 1995), slowakische Tennisspielerin
- Überbacher, Jonas (* 2006), österreichischer Fußballspieler
- Überbacher, Peter (1789–1852), österreichischer Orgelbauer
- Überbruck von Rodenstein, Heinrich (1852–1904), Gutsbesitzer und kurhessischer Kammerherr
- Überbruck von Rodenstein, Maximilian Joseph (1810–1903), Ministerialrat und Landtagskommissar
- Überegger, Oswald (* 1971), italienischer Historiker
- Überfeldt, Jan Braet von (1807–1894), niederländischer Porträt- und Genremaler, Lithograf und Zeichner
- Überhuber, Christoph (1946–2016), österreichischer Mathematiker und Künstler
- Überjahn, Heinz-Peter (* 1948), deutscher Fußballtrainer
- Überla, Karl (1935–2024), deutscher Epidemiologe
- Überla, Klaus, deutscher Mediziner, Virologe und Hochschullehrer
- Übermasser, Louise (1862–1939), österreichische Kinderdarstellerin, Theaterschauspielerin, -leiterin, Sängerin und Gesangslehrerin
- Uberoi, Nikita (* 1993), US-amerikanische Tennisspielerin
- Überreiter, Hermann (1907–1989), deutscher Jurist und Kommunalpolitiker (Bayernpartei)
- Überschall, Christian (* 1942), Schweizer Übersetzer, Steuerberater und Kabarettist
- Ubersfeld, Anne (1918–2010), französische Romanistin und Theaterwissenschaftlerin
- Ubertini, Francesco (1494–1557), italienischer Maler der Renaissance
- Ubertinus de Casale (* 1259), italienischer Theologe
- Uberuaga, Jessica (* 1992), US-amerikanische Schauspielerin, Filmproduzentin und Model
- Überzwerch, Wendelin (1893–1962), deutscher Schriftsteller
- Ubeto, Miguel (* 1976), venezolanischer Radrennfahrer

### Ubh
- Ubhauser, Andreas († 1822), deutscher Orgelbauer

### Ubi
- Ubici, Inés (* 1944), uruguayische Diplomatin
- Ubicini, Abdolonyme (1818–1884), französischer Journalist
- Ubick, Darrell (* 1952), kroatisch-amerikanischer Arachnologe
- Ubico Castañeda, Jorge (1878–1946), Präsident und Diktator Guatemalas (1931–1944)
- Ubierna, Santos (1907–1955), spanischer Ordensgeistlicher und römisch-katholischer Bischof von Thái Bình
- Ubieta, Francisco G., spanischer Fußballspieler
- Ubieto, Adrián (* 1993), spanischer Eishockeyspieler
- Ubiles, Edwin (* 1986), US-amerikanischer Basketballspieler
- Ubilla, Sebastián (* 1990), chilenischer Fußballspieler
- Ubiña, Luis (1940–2013), uruguayischer Fußballspieler
- Ubina, Maria Elena (* 1995), US-amerikanische Squashspielerin
- Ubiparipović, Siniša (* 1983), bosnisch-herzegowinischer Fußballspieler
- Ubiracy da Silva, Mariano (1942–2015), brasilianischer Fußballspieler
- Ubiría Suárez, Gerardo (* 1950), uruguayischer Schriftsteller und Journalist
- Ubisch, Gerta von (1882–1965), deutsche Physikerin, Botanikerin, Pflanzengenetikerin und Hochschullehrerin
- Ubisch, Leopold von (1886–1965), deutsch-norwegischer Zoologe

### Ubl
- Ubl, Hannsjörg (1935–2021), österreichischer Provinzialrömischer Archäologe und Architekt
- Ubl, Karl (1838–1911), österreichischer Hof- und Gerichtsadvokat und Politiker, Landtagsabgeordneter
- Ubl, Karl (* 1973), österreichischer Historiker
- Üblacker, Karl (1916–1999), deutscher Kunsthistoriker und Museumsleiter
- Übleis, Adi (1937–2022), österreichischer Trabrennfahrer
- Übleis, Hans-Peter (* 1951), österreichischer Verleger
- Übleis, Heinrich (1933–2013), österreichischer Verwaltungsjurist, Manager und Politiker (SPÖ)
- Üblhör, Johann Georg (1703–1763), deutscher Stuckateur und Bildhauer

### Ubo
- Ubochioma, Meshack (* 2001), nigerianischer Fußballspieler
- Ubogagu, Chioma (* 1992), US-amerikanische Fußballspielerin
- Ubol Ratana (* 1951), thailändische PrinzessinUbol Ratana (* 1951)

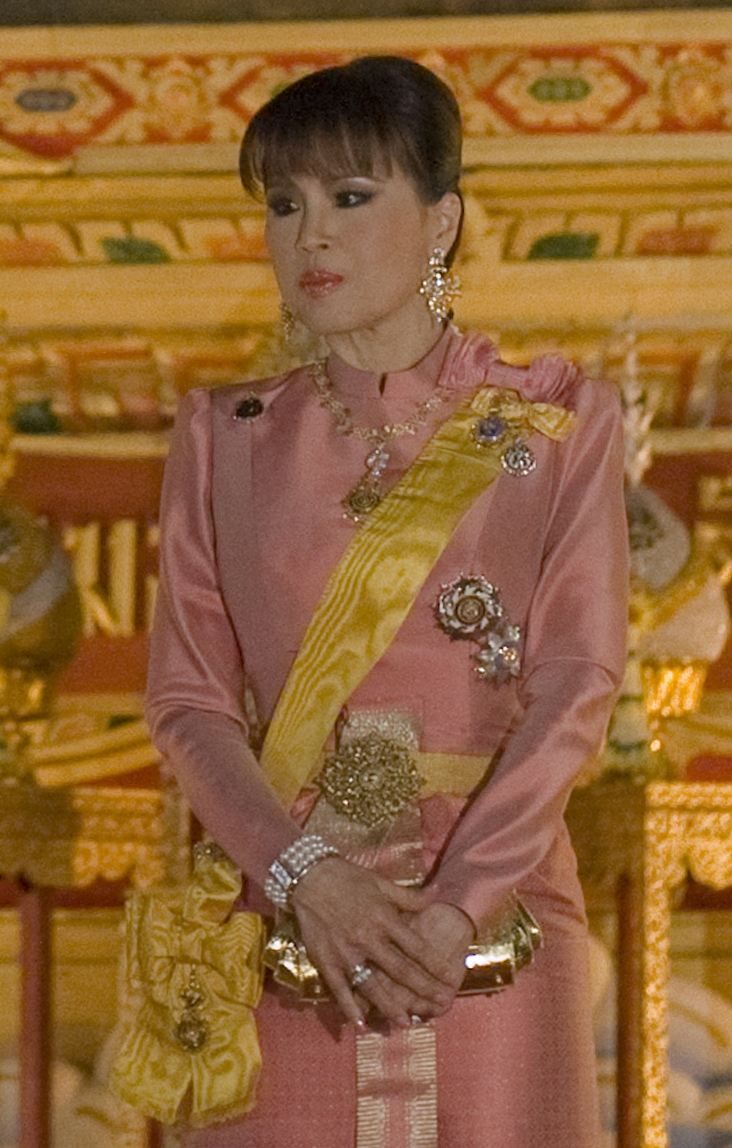
Ubol Ratana (* 1951)

- Uborevičius, Jeronimas (1896–1937), sowjetischer Heerführer und Politiker
- Uborewitsch, Wladimira Ijeronimowna (1924–2020), sowjetisch-russische Architektin und Autorin
- Ubouzanes, indischer König
- Ubović, Nemanja (* 1991), serbischer Wasserballer

### Ubu
- Ubukata, Tow (* 1977), japanischer Schriftsteller und Drehbuchautor